# Nerin E. Gun
Nerin E. Gun, también llamado Nerin Emrullah Gun o  Nerin Emrullah Gün (Roma, Italia, 22 de febrero de 1920 - 5 de diciembre de 1987), fue un periodista turco-estadounidense nacido en Italia. Fue un sobreviviente del campo de concentración nazi del distrito alemán Dachau, durante la Segunda Guerra Mundial. Esto lo llevó a escribir su libro más célebre, titulado Dachau, testimonio de un sobreviviente (1966).

## Biografía

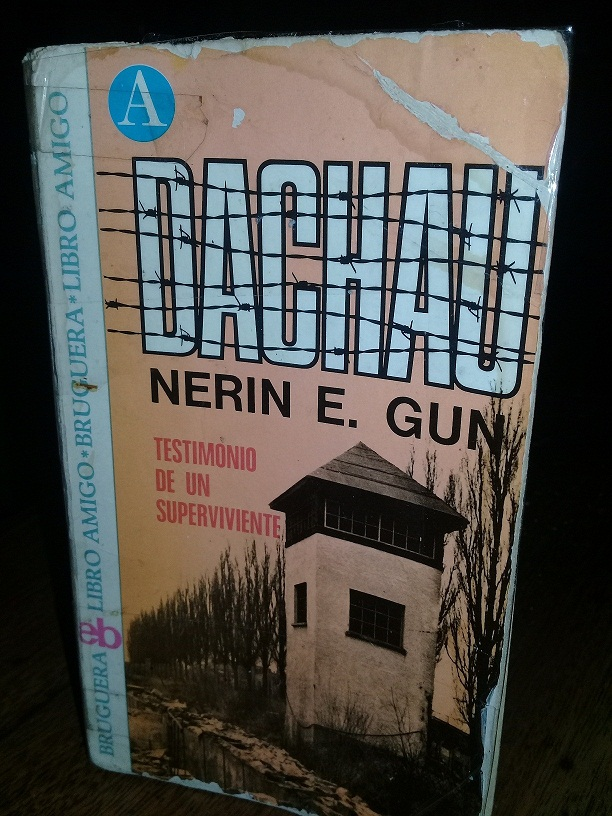
Portada de la edición en español del libro "Dachau, testimonio de un sobreviviente" en su segunda edición de 1974, por la editorial Bruguera.

No se sabe con exactitud sobre su vida y/o actividades previas antes de 1944. Si se sabe con certeza que Gun fue arrestado por esa misma época por la Gestapo y liberado en abril de 1945, tras finalizar la guerra en Europa.
Gun emigró a los Estados Unidos después de la Segunda Guerra Mundial y desde entonces se hizo llamar «Nerin E. Gun». Visitó Dachau de nuevo en 1964, después del asesinato del presidente estadounidense John F. Kennedy, Gun escribió un informe sobre el asesinato de Kennedy, que se imprimió en Gran Bretaña y también apareció en varias traducciones de editoriales europeas de renombre. Su libro pasó desapercibido en la ola de especulaciones sobre los antecedentes del magnicidio. Sin embargo, Gun fue posteriormente investigado por la CIA, que sospechaba que él mismo estaba involucrado en el asesinato y lo sospechaba de ser miembro de un Partido Comunista y de actividades de espionaje en Europa.
En 1966, más de veinte años después de su liberación del encarcelamiento en el campo de concentración de Dachau, Gun publicó un libro que se basó esencialmente en sus experiencias en Dachau y fue traducido a varios idiomas. Dado que el libro también describe el tiroteo de hombres de las SS durante la liberación del campo de concentración de Dachau, se consultó en la investigación histórica como relato de un testigo presencial. La investigación histórica contradice algunas de las suposiciones de Gun que los revisionistas venden. En el libro, Gun también describe la liberación de los rehenes de las SS en Tirol del Sur.
En 1968, Gun descifró los fragmentos restantes de los diarios de Eva Braun para imprimirlos y los publicó en varios idiomas como parte de su biografía de Eva Braun. Para investigar, se quedó en las cercanías de la familia Braun en Ruhpolding. Según la biográfa alemana Heike B. Görtemaker, la biografía tiene una serie de suposiciones no comprobadas, pero según en 2010 es "la única biografía que puede tomarse en serio". Gun también planeó escribir una biografía sobre Rudolf Hess, para lo cual consultó a Ilse Hess.
A fines de la década de 1970, Gun publicó colecciones de documentos sobre la política francesa durante la ocupación alemana de la Segunda Guerra Mundial. Nerin Gun estuvo casado con Joyce Willey (1928-2001) desde 1952 y ambos vivían en Nueva York.

## Escritos y traducciones seleccionadas

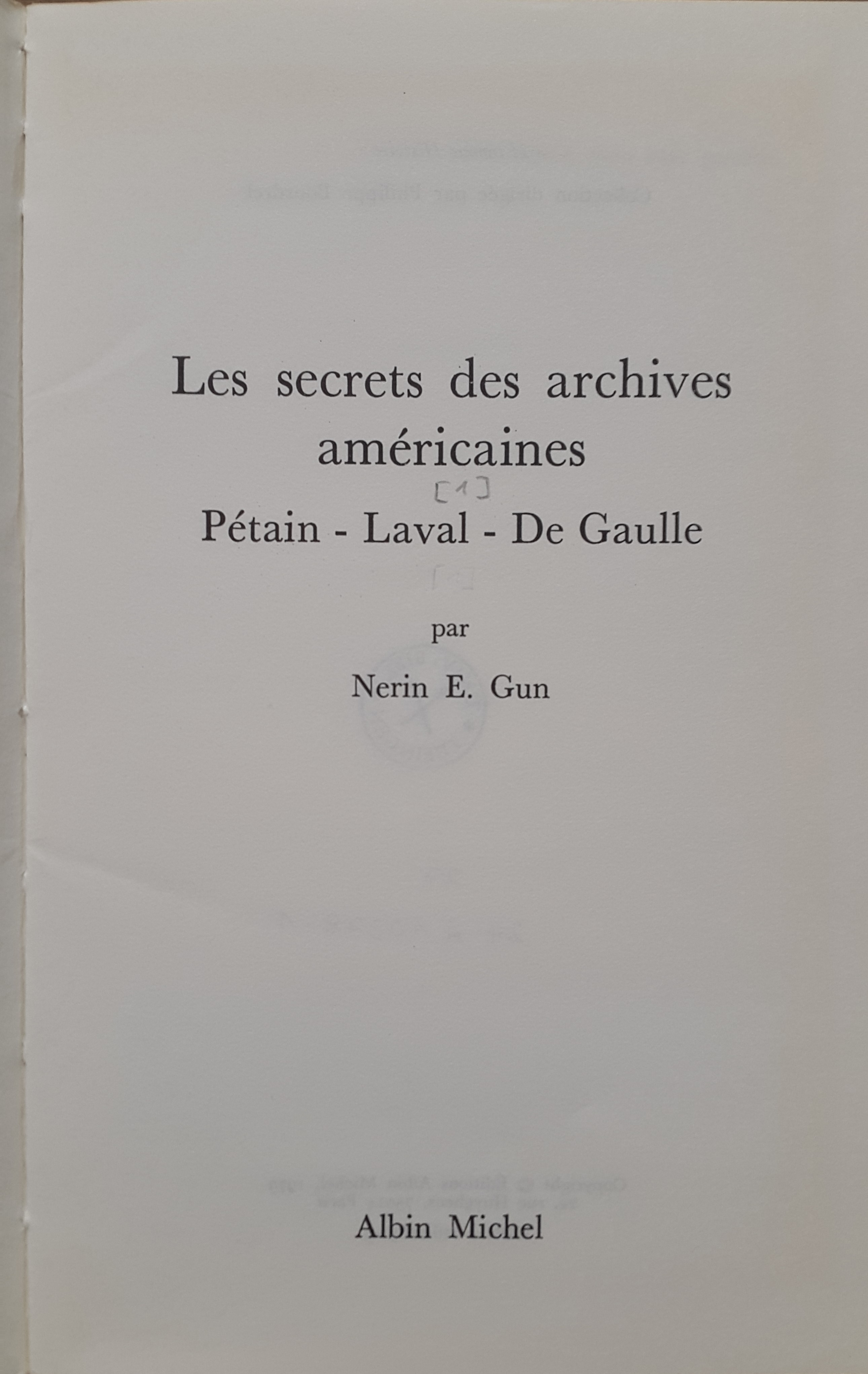
Portada en francés de Les secrets des archives américaines (1979).

- Red roses from Texas. London : Frederick Muller, 1964
  - Le rose rosse del Texas. Mondadori 1964
  - Les roses rouges de Dallas, R. Julliard, 1964
- The day of the Americans. New York, Fleet Pub. Corp. 1966
- Dachau, 1966 
  - Die Stunde der Amerikaner, 1968
- Eva Braun: Hitler's mistress. New York : Meredith Press 1968
  - Eva Braun : la donna di Hitler. Longanesi, 1970.
  - L'amour maudit d'Hitler et d'Eva Braun. Laffont, 1968.
  - Eva Braun-Hitler. Leben und Schicksal, 1968.
- Les secrets des archives américaines : Pétain, Laval, De Gaulle. París : Albin Michel, 1979.
- Les secrets des archives américaines / 2. Ni de Gaulle ni Thorez. París: Michel, 1983.

## Literatura
- Heike B. Görtemaker: Eva Braun: Leben mit Hitler. Beck, München 2010, ISBN 978-3-406-58514-2.